# ジョン・ダルリンプル (第2代ステア伯爵)
第2代ステア伯爵ジョン・ダルリンプル（英語: John Dalrymple, 2nd Earl of Stair KT PC、1673年7月20日 - 1747年5月9日）はスコットランド出身の軍人、外交官。大同盟戦争とスペイン継承戦争で従軍した後、パリ駐在のイギリス大使を務め、続いてオーストリア継承戦争のデッティンゲンの戦いに参戦した。

## スペイン継承戦争まで

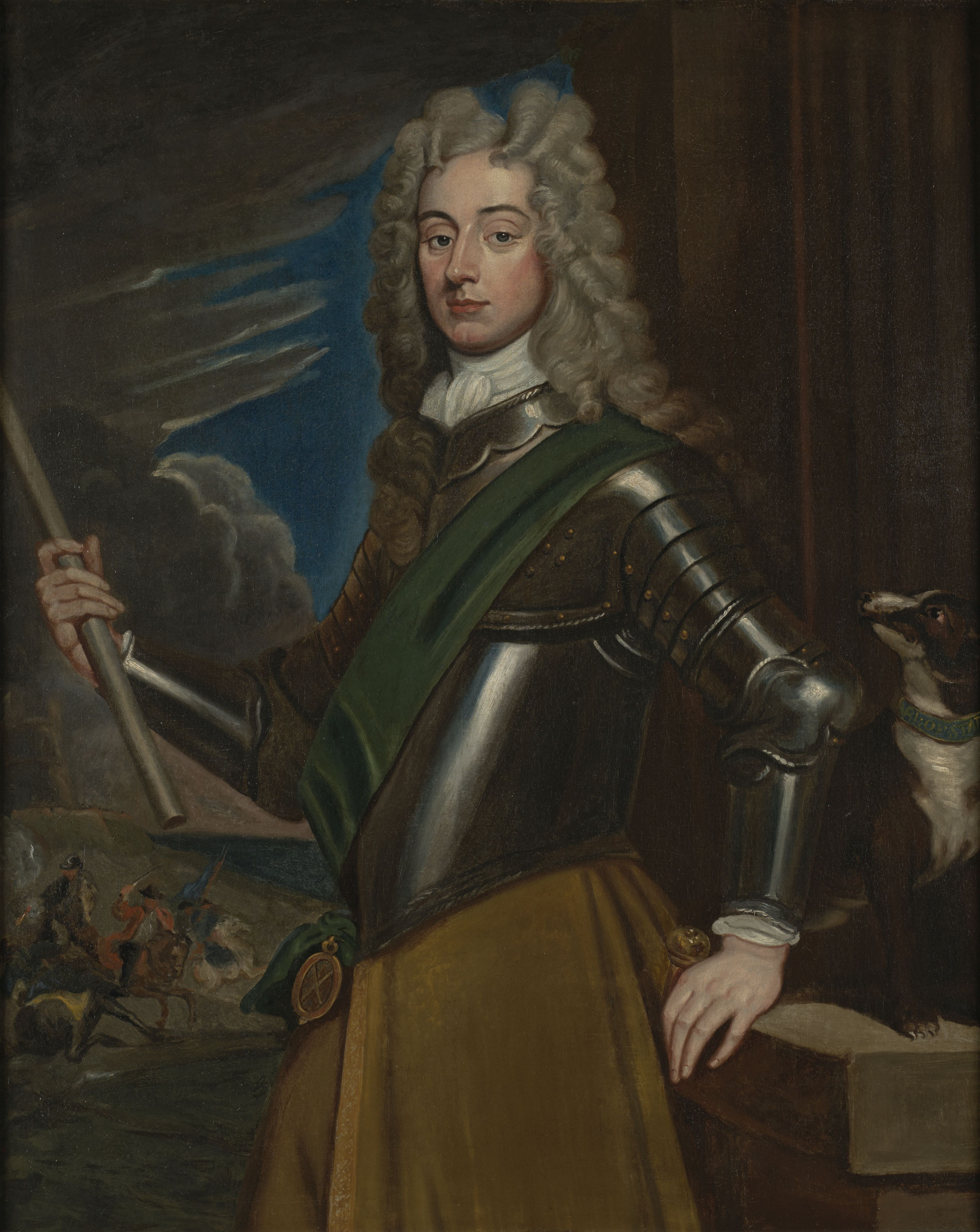
第2代ステア伯爵の肖像画、1700年。

第2代ステア子爵ジョン・ダルリンプル（後の初代ステア伯爵）とエリザベス・ダルリンプル（旧姓ダンダス）の息子として生まれた。1682年4月に銃の事故で誤って兄弟を殺害してしまった後オランダに移り、ライデン大学に入学した。大同盟戦争でアンガス伯爵連隊に志願兵として従軍、1692年8月のステーンケルケの戦いに参加した。ステーンケルケでの戦闘では戦列が大砲に崩されたとき、彼は連隊の陣容を何度も整え直した。1695年に父がステア子爵位を継承すると、彼はステアのマスター（爵位の推定相続人）になった。
1702年5月12日、近衛歩兵第3連隊の中佐に任命され、マールバラ公爵とともにスペイン継承戦争に参戦、同年8月のピールの戦いと9月のフェンローの戦いに参加した。フェンローではヘッセン＝カッセル方伯子フリードリヒの命を救った。
1703年に父が初代ステア伯爵に叙されると、彼はダルリンプル子爵の儀礼称号を得た。1706年1月にアンガス伯爵連隊の隊長の任命された後、5月にラミイの戦いに参戦、1週間後の6月1日に准将に昇進した。続いて8月24日にスコッツ第4竜騎兵連隊の隊長になり、1707年1月に父が亡くなって第2代ステア伯爵になった。同年に成立したグレートブリテン議会では16人のスコットランド貴族代表議員の1人に選出された。
1708年7月のアウデナールデの戦いと同年秋のリール包囲戦で一旅団を率い、翌年の元日に少将に昇進した後、9月のマルプラケの戦いで再び一旅団を指揮した。1709年冬、マールバラ公は彼を外交官としてポーランド王アウグスト2世のもとに派遣した。その後、彼は西欧に戻り、1710年4月のドゥーエー包囲戦に間に合った。同年6月1日には中将に昇進、1711年8月のブシャン包囲戦にも参加した。同年、シッスル勲章を授与された。
1712年4月、フランドル地方へ派遣され、1714年4月9日に黒竜騎兵連隊の隊長に任命された。

## 外交官として
1714年8月にジョージ1世が即位すると、ステア伯はイギリス大使としてヴェルサイユのフランス宮廷に派遣された。しかし、同年11月20日にスコットランド軍最高司令官に任命されたため、一時は呼び戻されていた。
サン＝シモン公によると、ステア伯はすぐに若いルイ15世の摂政オルレアン公フィリップ2世と友好的な関係を築き、1717年の三国同盟に繋げた。パリにいる間、ステア伯が放ったスパイはジャコバイトによるさまざまな陰謀の妨害に成功した。ステア伯は1720年6月にイギリス大使を辞任した。
1729年、スコットランドのヴァイス・アドミラルになったが、1733年5月5日にその地位を失った。これは首相のロバート・ウォルポールが提出した 1733年物品税法に反対したことによる。1735年10月27日には年功序列で大将に昇進した一方、1730年代にはケネディ城で庭園を築造した。

## オーストリア継承戦争

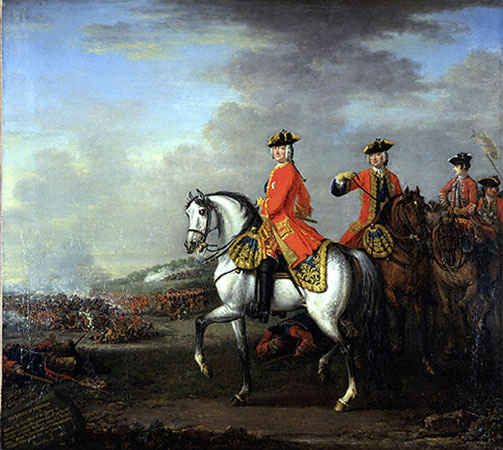
オーストリア継承戦争中のデッティンゲンの戦いにおいて、ステア伯は同盟軍を勝利に導いた。

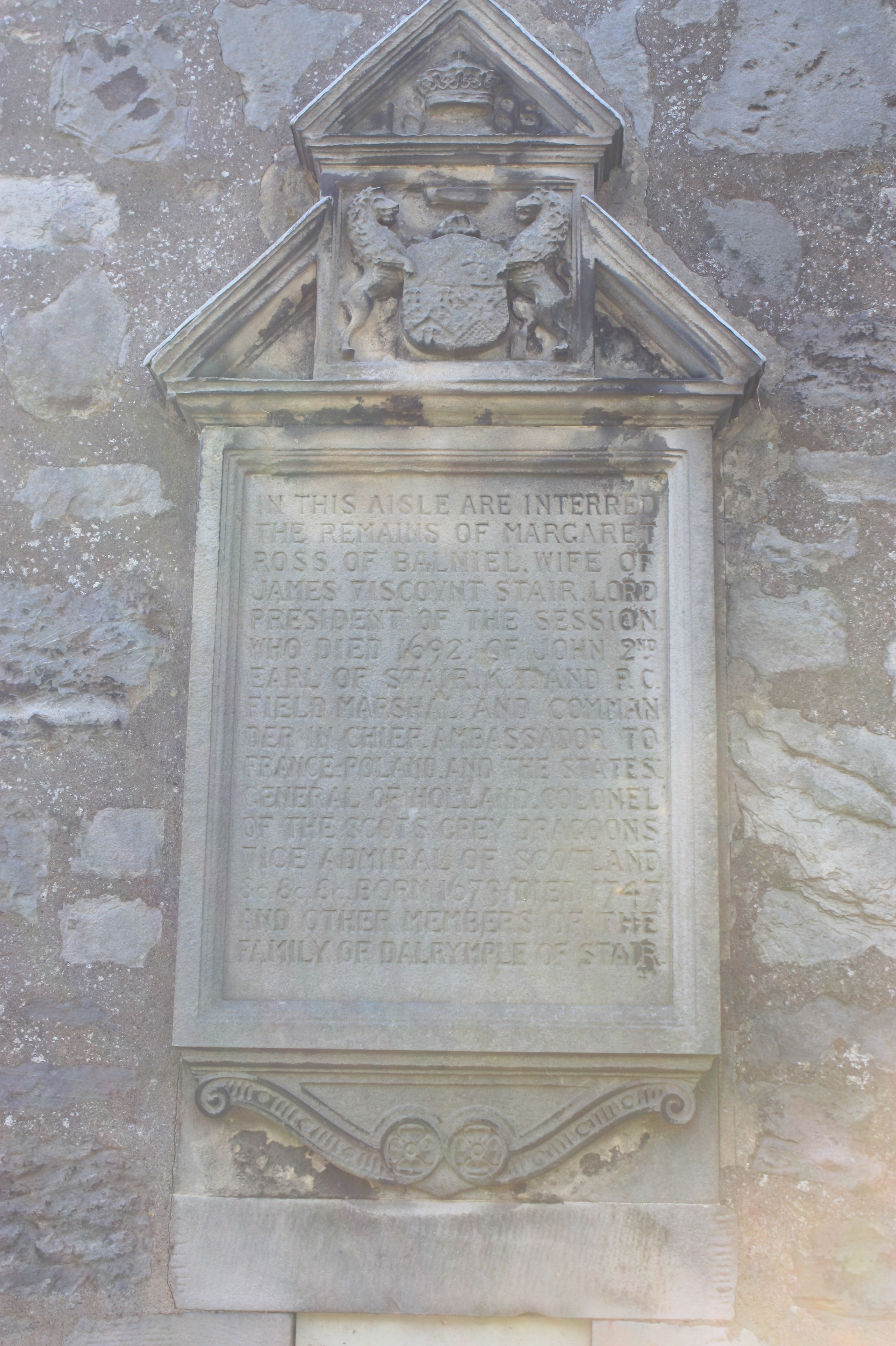
カークリストンにある、第2代ステア伯の記念碑

ウォルポールが首相を辞任した後の1742年3月20日、ステア伯は陸軍元帥に昇進した。1742年4月17日、彼はミノルカ総督に任命され、20日には国事軍の指揮官として、ハノーファー軍とオーストリア軍とともに戦うために派遣された。その目的は国事詔書を支持し、マリア・テレジアをオーストリア女大公につかせることにあった。1743年2月28日、南イギリス軍最高司令官に任命され、4月30日に黒竜騎兵連隊の隊長に再び任命され、6月にはデッティンゲンの戦いで同盟軍を勝利に導いた。9月、老齢を理由にフランドル軍の指揮から退き、1744年には軍最高司令官も退いてジョージ・ウェイドに譲った。
1745年6月4日にスコッツ第2竜騎兵連隊の隊長に、1746年6月14日に海兵隊の将軍に任命された。彼が最も好んだ居住地はリンリスゴーシャーのカークリストン近くにあるニューリストンであり、彼はそこでフランス風の庭園を築造した。
1747年5月9日、エディンバラのクイーンズベリー・ハウスで亡くなり、カークリストンにある家族納骨所に埋蔵された。

## 家族
1708年3月、第2代ラウドン伯爵ジェームズ・キャンベルの娘エレノア・プリムローズ・キャンベルと結婚したが、2人の間に子供はなかった。ステア伯は爵位を甥のジョン・ダルリンプルに継承させたかったが、貴族院は1748年5月4日に（第2代）ステア伯の継承者を指名する権利がすでに消滅していたことを決議し、伯爵位は法律上の推定相続人であるジェームズ・ダルリンプルに継承された。（第2代の甥のほうの）ジョン・ダルリンプルはこのときは継承できなかったが、第4代ステア伯の死亡時に存命の息子がいなかったため、結局1768年に第5代ステア伯になった。
サー・ウォルター・スコットの短編小説《マーガレット伯母さんの鏡》（My Aunt Margaret's Mirror）は第2代ステア伯がエレノア・プリムローズ・キャンベルに求婚しようとするときの実話に基づくとされている。